# Ajo cabañil
El ajo cabañil es una salsa emulsionada que se elabora machacando en un mortero unas cabezas de ajo mezclándolos con vinagre, agua y sal. Es una salsa muy popular en la cocina murciana y típica de Motril. Se puede aplicar la salsa como guarnición de diversos platos que pueden ir desde patatas hasta cárnicos como pueden ser chuletas. Con carnes de caza y asados, dando lugar a recetas como el conejo al ajo cabañil Algunos autores lo definen como una vinagreta con ajo. El nombre cabañil indica el posible origen pastoril del condimento.

## Características
Las recetas más habituales mencionan el empleo de tres cabezas de ajo mezcladas con tres cucharadas de vinagre, dos de agua y sal. Todo ello machacado en el mortero. Algunas recetas elaboradas pueden incluir un picatoste espolvoreado. En algunos casos se añade comino, o se macera con laurel. El aderezo así elaborado suele vertirse en los cocidos diez minutos antes de su finalización. Es salsa que da nombre a platos por ejemplo si es con cordero 'chapinas de cordero al ajo cabañil', Conejo con patatas al ajo cabañil, con liebre Andrajos con liebre, son muy populares las patatas fritas al ajo cabañil. Sirve para rehogar sobre todo con las chuletitas de cordero o cabrito.
Al igual que en el caso del ajo mataero y de otros ajos consistentes en una especie de puré, el nombre de ajo no deriva de la planta ajo sino del verbo ajar, procedente del latín allevare, que desde el siglo I significa mezclar varios ingredientes triturándolos y majándolos hasta conseguir una masa espesa y fina sin trozos ni grumos, pero la errónea asociación etimológica con la planta ha provocado que esta acabe siendo considerada como un ingrediente esencial.